# Instituto Indio de Tecnología de Madrás
El  Instituto Indio de Tecnología de Madrás, en hindi, भारतीय प्रौद्योगिकी संस्थान, मद्रास , en tamil, இந்திய தொழில்நுட்பக் கழகம் சென்னை, es un instituto indio de tecnología localizado en Chennai.
Fundado en 1959, con asistencia técnica y financiera de Alemania Occidental, es el tercer IIT de la India.

## Antiguos alumnos notables
- Anant Agarwal, profesor de Ingeniería Eléctrica e Informática en el MIT[3]
- Timothy A. Gonsalves, informático y primer Director del IIT Mandi[4]